# Zeitdurchsichtigkeit
Die Zeitdurchsichtigkeit ist eine spezielle Art der Durchsichtigkeit, unter der man bei musikalischen Schalldarbietungen in geschlossenen Räumen die Unterscheidbarkeit zeitlich aufeinander folgender Signalanteile trotz überlagertem Raumschall versteht. Vergleiche auch die Registerdurchsichtigkeit.